# Jazz balcanico
Jazz balcanico è un termine generico per indicare il jazz proveniente da diverse parti della Penisola Balcanica in Europa sud-orientale.

## Storia
Il jazz nella regione può incorporare vari tipi di musica balcanica, in particolare le musiche popolari (tra cui lo "stile zingaro"). Ha abbracciato l'improvvisazione e l'originalità, proprio come le tradizioni jazz nelle Americhe e altrove. Le caratteristiche possono includere l'uso di metri insoliti ("ritmi dispari"), a volte suonati molto velocemente. Ci sono molti luoghi per il jazz balcanico, che viene spesso suonato anche in occasione di matrimoni e grandi celebrazioni. Il clarinetto è spesso uno strumento chiave in linea con le tradizioni della musica popolare, ma sono ampiamente utilizzati anche la fisarmonica, la batteria, il basso e la chitarra elettrica. 
I pionieri del jazz balcanico in Europa comprendono Duško Gojković dalla Serbia, Milcho Leviev, Martin Lubenov e Anatoli Petrowitsch Wapirow dalla Bulgaria, o Adrian Gaspar dalla Romania.